# Siegfried Langgaard

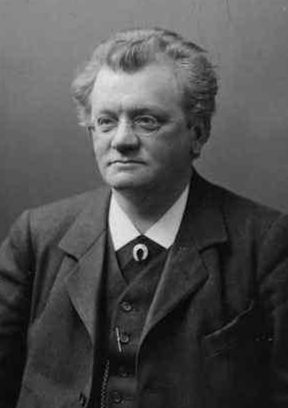
Siegfried Langgaard.

Siegfried Viktor Langgaard, född den 13 juli 1852 i Köpenhamn, död där den 5 januari 1914, var en dansk pianist, far till Rued Langgaard.
Langgaard var elev till Franz Neruda, Edmund Neupert och Franz Liszt samt vid Köpenhamns konservatorium. Han utmärkte sig som Liszt- och Rubinsteinspelare och var från 1881 lärare vid konservatoriet och skrev pianosaker och sånger.